# Rachael Ostovich
Rachael Ostovich (21 de febrero de 1991) es una artista marcial mixta estadounidense que compite en la división de peso mosca de UFC.

## Carrera de artes marciales

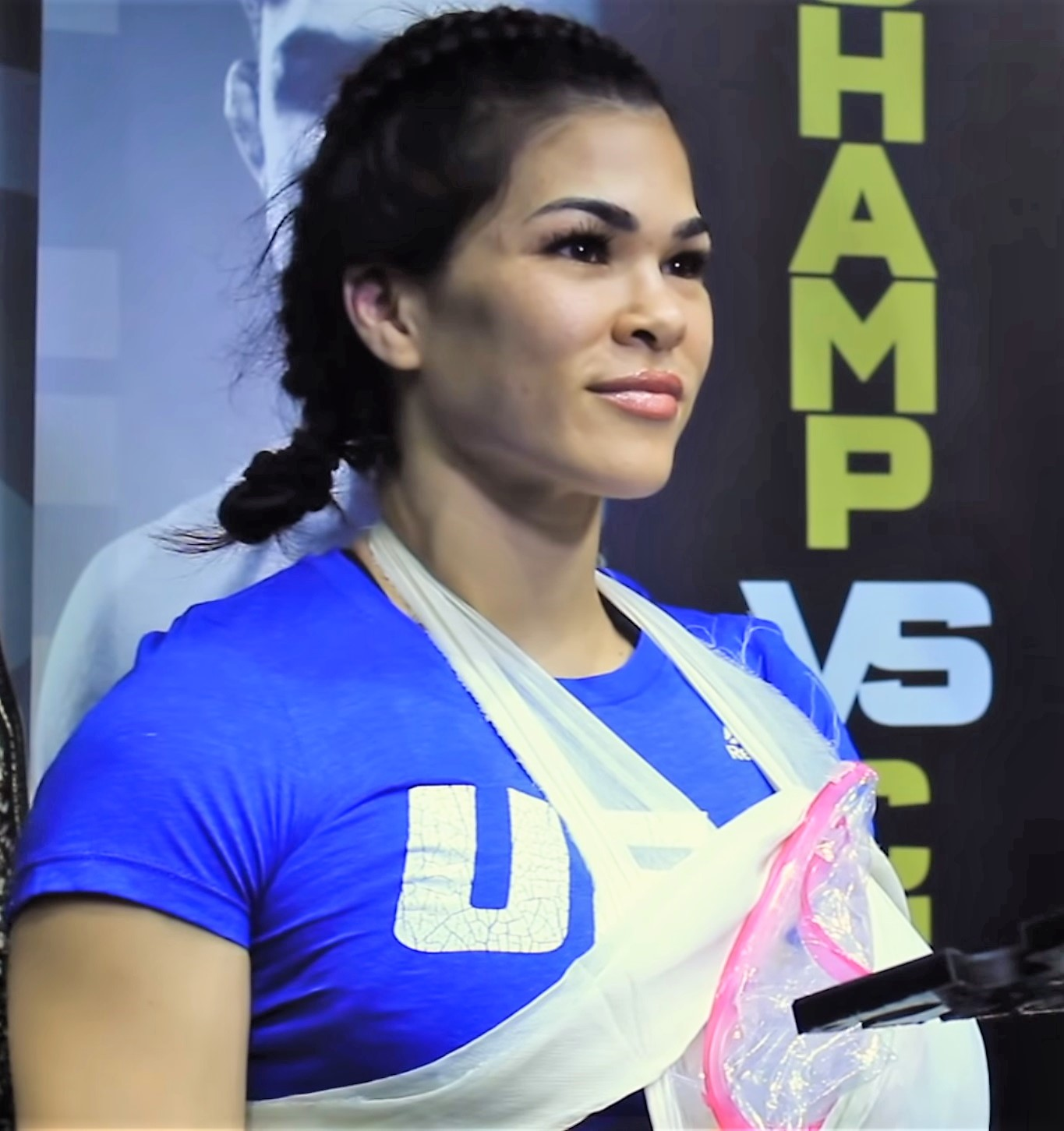
UFC Brooklyn: Rachael Ostovich, desconsolada, reflexiona sobre su derrota ante Paige VanZant La artista marcial mixta estadounidense Rachael Ostovich sonríe mientras es entrevistada después de perder su combate, con su brazo izquierdo en cabestrillo.

### Carrera temprana
Ostovich comenzó su carrera amateur de MMA en 2010. Durante los siguientes tres años acumuló un récord invicto de MMA amateur de 6-0.
Ostovich hizo su debut profesional en MMA en enero de 2014 en su Hawái natal. Ella fue 1-1 antes de unirse a Invicta Fighting Championships.

### Invicta FC
Ostovich debutó en el Campeonato de Lucha contra Invicta, solo femenino, en diciembre de 2014. Se enfrentó a Evva Johnson en el Invicta FC 10 y ganó la pelea por decisión dividida.
En su segundo combate para la promoción, Ostovich se enfrentó a Andrea Lee el 12 de septiembre de 2015, en el Invicta FC 14. Perdió la pelea a través de la sumisión verbal a un brazo en la tercera ronda.
En su tercer combate para la promoción, Ostovich se enfrentó a Ariel Beck el 7 de mayo de 2016, en el Invicta FC 17. Ella ganó el combate por decisión dividida.
En su cuarta pelea por la promoción, Ostovich se enfrentó a Christine Ferea el 14 de enero de 2017, en el Invicta FC 21. Perdió la pelea a través de TKO en la tercera ronda, llevando su récord de Invicta FC a 2-2 antes de unirse a The Ultimate Fighter.

### The Ultimate Fighter
En agosto de 2017, se anunció que Ostovich sería uno de los luchadores destacados en The Ultimate Fighter 26, donde se llevará a cabo el proceso para coronar a la campeona inaugural femenina de 125 libras de la UFC. En la ronda de apertura, Ostovich derrotó a Melinda Fábián por sumisión de estrangulamiento por detrás. En los cuartos de final, se enfrentó a Barb Honchak y perdió el combate por decisión unánime.

### Ultimate Fighting Championship
Ostovich se enfrentó a Karine Gevorgyan el 1 de diciembre de 2017, en The Ultimate Fighter 26 Finale. Ganó la pelea a través de la sumisión del armbar en la primera ronda.
Ostovich se enfrentó a Montana De La Rosa el 6 de julio de 2018, en The Ultimate Fighter 27 Finale. Perdió la pelea por estrangulamiento trasero en la tercera ronda.
Ostovich estaba programada para enfrentar a Paige VanZant el 19 de enero de 2019, en UFC en ESPN + 1. El 18 de noviembre de 2018, se informó que Ostovich fue violentamente agredida, sufriendo una lesión en el hueso orbital y otras lesiones, y debido a las lesiones que sufrió, se retiró de la lucha contra VanZant. El 27 de noviembre, se confirmó que la pelea entre Ostovich y VanZant continuaría el 19 de enero de 2019, después de que Ostovich fue autorizada a pelear por su médico. Ostovich perdió la pelea por sumisión vía armbar en la segunda ronda.

## Vida personal

### Violencia doméstica
El 18 de noviembre de 2018, Ostovich fue asaltada en su ciudad natal de Honolulu, supuestamente por su marido, dejándola con un hueso orbital roto. Se dice que el autor es su marido, Arnold Berdon, que es un luchador de MMA. Ostovich presentó y recibió una orden de restricción temporal contra su esposo con vigencia hasta el 19 de mayo de 2019. Berdon fue arrestado el 20 de noviembre de 2018 por agresión de segundo grado (delito grave) y fue liberado con una fianza de $75,000 dólares. El caso está siendo investigado actualmente por el Departamento de Policía de Honolulu. Un video de nueve minutos tomado por un testigo obtenido por Hawaii News Nowdonde Berdon repetidamente decía "Te voy a asesinar. Voy a asesinarte a ti", y Ostovich pide ayuda a gritos. El 20 de diciembre de 2018, Berdon se declaró inocente en relación con el caso.

Después de una noche con mi familia, (Arnold Berdon) me dio un puñetazo repetidamente en la cabeza, la cara, las costillas, haciéndome caer al suelo. Jadeé por respirar y escapé a través de [sic] balcón. Tosí sangre, vomité siete. [sic] veces.

## Récord profesional
| Resultado | Récord | Oponente           | Método                             | Evento                                            | Fecha                    | Ronda | Tiempo | Localización           | Notas                       |
| --------- | ------ | ------------------ | ---------------------------------- | ------------------------------------------------- | ------------------------ | ----- | ------ | ---------------------- | --------------------------- |
| Derrota   | 4–6    | Gina Mazany        | TKO (golpes al cuerpo)             | UFC on ESPN: Smith vs. Clark                      | 28 de noviembre de 2020  | 3     | 4:10   | Las Vegas, Nevada      |                             |
| Derrota   | 4–5    | Paige VanZant      | Sumisión (armbar)                  | UFC Fight Night: Cejudo vs. Dillashaw             | 19 de enero de 2019      | 2     | 1:50   | Brooklyn, Nueva York   |                             |
| Derrota   | 4–4    | Montana De La Rosa | Sumisión (rear-naked choke)        | The Ultimate Fighter: Undefeated Finale           | 6 de julio de 2018       | 3     | 4:21   | Las Vegas, Nevada      |                             |
| Victoria  | 4–3    | Karine Gevorgyan   | Sumisión (armbar)                  | The Ultimate Fighter: A New World Champion Finale | 1 de diciembre de 2017   | 1     | 1:40   | Las Vegas, Nevada      | Peso acordado (130 libras). |
| Derrota   | 3–3    | Christine Ferea    | TKO (golpes)                       | Invicta FC 21: Anderson vs. Tweet                 | 14 de enero de 2017      | 3     | 1:29   | Kansas City, Misuri    |                             |
| Victoria  | 3–2    | Ariel Beck         | Decisión (dividida)                | Invicta FC 17: Evinger vs. Schneider              | 7 de mayo de 2016        | 3     | 5:00   | Costa Mesa, California | Actuación de la Noche.      |
| Derrota   | 2–2    | Andrea Lee         | Sumisión (armbar)                  | Invicta FC 14: Evinger vs. Kianzad                | 12 de septiembre de 2015 | 3     | 4:58   | Kansas City, Misuri    |                             |
| Victoria  | 2–1    | Evva Johnson       | Decisión (dividida)                | Invicta FC 10: Waterson vs. Tiburcio              | 5 de diciembre de 2014   | 3     | 5:00   | Houston, Texas         |                             |
| Victoria  | 1–1    | Misha Nassiri      | Sumisión (armbar)                  | X-1: Jara vs. Vitale                              | 26 de septiembre de 2014 | 3     | N/A    | Honolulu, Hawái        |                             |
| Derrota   | 0–1    | Jenny Liou Shriver | TKO (rodillazo al cuerpo y golpes) | Destiny MMA Na Koa 4                              | 25 de enero de 2014      | 2     | N/A    | Honolulu, Hawái        |                             |